# NGC 3675
NGC 3675 es una galaxia espiral localizada en la constelación de la Osa Mayor. Está localizada a una distancia de aproximadamente 50 millones de años-luz de la Tierra. Por sus dimensiones aparentes, NGC 3675 tiene aproximadamente 100.000 años-luz de diámetro. Fue descubierta por William Herschel en 1788.
Es una galaxia LINER (del acrónimo inglés: Low-Ionization Nuclear Emission-line Region), lo que quiere decir que su núcleo está definido por un su línea de emisión espectral.  En su núcleo hay un agujero negro supermasivo con una masa estimada de 10-39 millones de M☉, según la dispersión de velocidad intrínseca medida por el Telescopio Espacial Hubble. Aunque inicialmente la galaxia parecía ser barrada en imágenes infrarrojas, no se ha confirmado este extremo en observaciones posteriores. Su disco en espiral es de tipo III y contiene una mayor cantidad de polvo en su zona este. La galaxia tiene dos anillos, de diámetros 1,62 y 2,42 arcos de minuto. Sus brazos están estrechamente unidos y forman un pseudoanillo interior prolongándose hasta una vuelta más fuera del anillo. Los brazos exteriores se presentan en filamentos desiguales.
La supernova SN 1984R fue observada en NGC 3675. 
NGC 3675 pertenece al Cúmulo de la Osa Mayor, parte del Supercúmulo de Virgo.